# Wybory parlamentarne na Malcie w 1992 roku
W wyborach do Izby Reprezentantów na Malcie w 1992 roku zwyciężyła Partia Narodowa przy frekwencji 95,3%. Do obsadzenia było 65 miejsc w parlamencie.

## Wyniki
|  | Partia                    | Głosy   | Procent | Mandaty |
|  | ------------------------- | ------- | ------- | ------- |
|  | Partia Narodowa           | 127.932 | 51,8    | 34      |
|  | Partia Pracy              | 114.911 | 46,5    | 31      |
|  | Alternatywa Demokratyczna | 4.186   | 1,7     | 0       |